# 弗拉門科斯動植物保護區

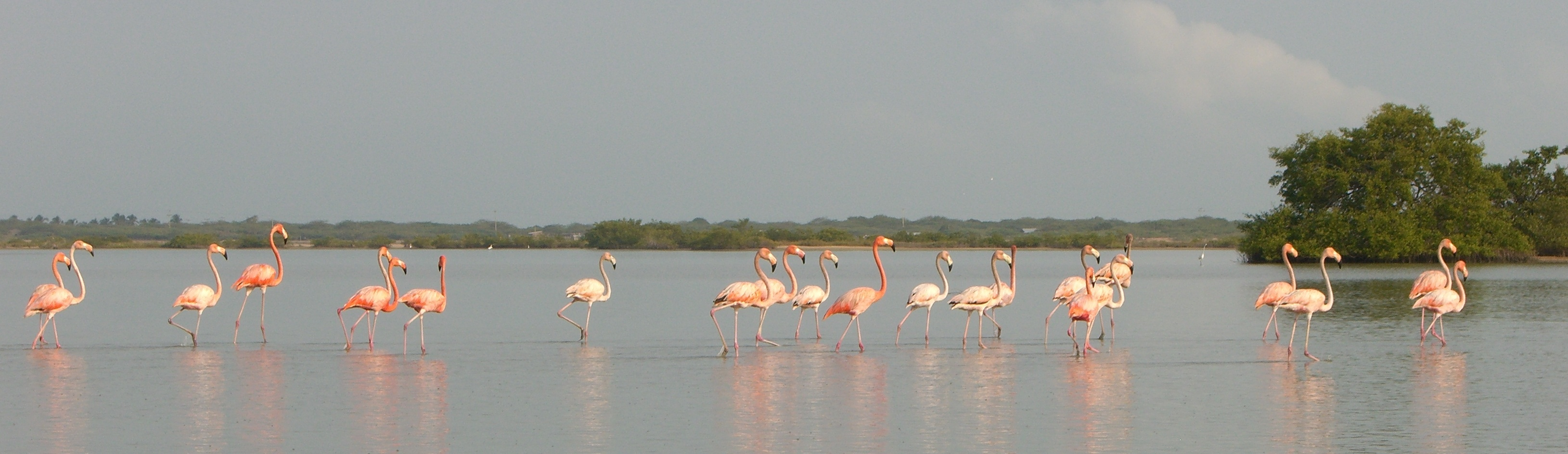

弗拉門科斯動植物保護區（西班牙語：Santuario de fauna y flora los Flamencos），是哥倫比亞的自然保護區，位於該國北部瓜希拉省，處於瓜希拉半島，成立於1977年，面積768.2平方公里，每年平均降雨量800至1,000毫米。